# Bayern-Rundfahrt 2014
Die 35. Bayern-Rundfahrt fand vom 28. Mai bis zum 1. Juni 2014 statt. Das Radrennen der Kategorie 2.HC wurde in fünf Etappen, darunter ein Einzelzeitfahren, über eine Distanz von insgesamt 784,1 Kilometern ausgetragen. Gewinner der Gesamtwertung wurde der britische Olympiasieger Geraint Thomas vom Team Sky ProCycling. Der Kanadier Christian Meier (Orica GreenEdge) gewann die Bergwertung, Sam Bennett (Team NetApp-Endura) die Sprintwertung und Thibaut Pinot (Team FDJ.fr) die Nachwuchswertung. Sieger der Teamwertung wurde die britische Mannschaft Sky ProCycling.

## Teams
| UCI Pro Teams - ag2r La Mondiale - FDJ.fr - Garmin Sharp - Giant Shimano - Orica GreenEdge - Trek Factory Racing - Team Katusha - Sky ProCycling | UCI Pro Continental Teams - MTN Qhubeka - CCC Polsat Polkowice - IAM Cycling - NetApp-Endura - Caja Rural-Seguros RGA - Bretagne-Séché Environnement | UCI Continental Teams - Rad-net Rose Team - Heizomat - Team Stuttgart - LKT Team Brandenburg - Stölting |

## Etappen
| Etappe    | Tag     | Start–Ziel                                  | km    | Typ              | Etappensieger     | Gesamtwertung     |
| --------- | ------- | ------------------------------------------- | ----- | ---------------- | ----------------- | ----------------- |
| 1. Etappe | 28. Mai | Vilshofen an der Donau – Freilassing        | 201,6 | Flachetappe      | Heinrich Haussler | Heinrich Haussler |
| 2. Etappe | 29. Mai | Freilassing – Reit im Winkl (Winklmoos-Alm) | 164,7 | Bergetappe       | Mathias Frank     | Mathias Frank     |
| 3. Etappe | 30. Mai | Grassau – Neusäß                            | 232,7 | Flachetappe      | Daryl Impey       | Mathias Frank     |
| 4. Etappe | 31. Mai | Wassertrüdingen                             | 25,5  | Einzelzeitfahren | Geraint Thomas    | Geraint Thomas    |
| 5. Etappe | 1. Juni | Wassertrüdingen – Nürnberg                  | 159,6 | Flachetappe      | Sam Bennett       | Geraint Thomas    |

Die verregnete erste Etappe, die in Vilshofen an der Donau startete und über 201,6 km führte, gewann der Deutsch-Australier Heinrich Haussler in Freilassing im Massensprint vor Jauheni Hutarowitsch und Steele Von Hoff.
Der Schweizer Mathias Frank gewann die ebenfalls verregnete zweite Etappe über 165 km von Freilassing hinauf zur Winklmoos-Alm. Thibaut Pinot wurde Zweiter, Leopold König Dritter. Die deutschen Fahrer im Feld verloren in der Bergetappe den Anschluss.
In der dritten Etappe über 233 km von Grassau nach Neusäß wurde ein Führungsquartett um den attackierfreudigen Jens Voigt vom Feld gestellt. Es gewann der Südafrikaner Daryl Impey im Massensprint vor Reinardt Janse van Rensburg und Alexander Porsew.
Das Einzelzeitfahren in Wassertrüdingen gewann der Olympiasieger und Weltmeister Geraint Thomas vom Team Sky. Den 2. Platz errang der tschechische Zeitfahrmeister Jan Bárta (Team NetApp-Endura) vor dem Russen Worobjow (Team Katusha).
Auf der 5. Etappe über 160 km von Wassertrüdingen nach Nürnberg änderte sich an der Gesamtwertung (traditionsgemäß) nichts mehr, die Etappe gewann Sam Bennett im Massensprint vor Jauheni Hutarowitsch und Raymond Kreder. Im Zielbereich wurden dabei 30.000 Radsportfans gezählt.

## Gesamtwertung
Sieger der Gesamtwertung wurde Geraint Thomas vom Team Sky ProCycling, das auch die Teamwertung gewann. Zweiter wurde Mathias Frank (Schweiz) vor dem Weißrussen Wassil Kiryjenka. Der Kanadier Christian Meier (Orica GreenEdge) gewann die Bergwertung, Sam Bennett (Team NetApp-Endura) die Sprintwertung und Thibaut Pinot (Team FDJ.fr) die Nachwuchswertung. Bester deutscher Fahrer im Gesamtklassement war Christian Knees als Vierzehnter.